# Kōji Noguchi
Kōji Noguchi (野口 幸司 Noguchi Kōji?,  nacido el 5 de junio de 1970 en Chiba) es un exfutbolista japonés. Jugaba de delantero o centrocampista y su último club fue el Omiya Ardija de Japón.

## Carrera de club
Noguchi nació en la Prefectura de Chiba el 5 de junio de 1970. Después de graduarse de la escuela secundaria, se unió al club de la Japan Soccer League Fujita Industries (posteriormente Bellmare Hiratsuka) en 1989. Tras salir campeón de la antigua Japan Football League, el club ascendió a la J1 League en 1994. Una vez en la máxima categoría, el conjunto de la Prefectura de Kanagawa ganó la Copa del Emperador 1994. A nivel continental, también ganó la Recopa de la AFC 1995. A pesar de que siempre mantuvo un nivel regular por bastante tiempo, su oportunidad para mostrarse en el campo de juego disminuyó en 1997. En este mismo año, se va al Kawasaki Frontale, perteneciente por ese entonces a la antigua Japan Football League. Hacia el final de su carrera, jugó para Nagoya Grampus Eight (1998-1999) y Omiya Ardija (2000). Se retiró al término de la temporada 2000.

## Carrera de equipo nacional
El 6 de agosto de 1995, Noguchi debutó para la Selección de fútbol de Japón contra Costa Rica.

## Estadística de club
| Rendimiento de club | Rendimiento de club  | Rendimiento de club | Liga     | Liga  | Copa               | Copa               | Copa de la Liga | Copa de la Liga | Total    | Total |
| Año                 | Club                 | Liga                | Partidos | Goles | Partidos           | Goles              | Partidos        | Goles           | Partidos | Goles |
| Japón               | Japón                | Japón               | Liga     | Liga  | Copa del Emperador | Copa del Emperador | Copa J. League  | Copa J. League  | Total    | Total |
| ------------------- | -------------------- | ------------------- | -------- | ----- | ------------------ | ------------------ | --------------- | --------------- | -------- | ----- |
| 1989/90             | Fujita Industries    | JSL Division 1      | 1        | 0     | 1                  | 0                  |                 |                 |          |       |
| 1990/91             | Fujita Industries    | JSL Division 2      | 12       | 2     | 0                  | 0                  | 12              | 2               |          |       |
| 1991/92             | Fujita Industries    | JSL Division 2      | 28       | 19    | 3                  | 0                  | 31              | 19              |          |       |
| 1992                | Fujita Industries    | Football League     | 15       | 11    | -                  | -                  | 15              | 11              |          |       |
| 1993                | Fujita Industries    | Football League     | 18       | 10    | 1                  | 0                  | 4               | 2               | 23       | 12    |
| 1994                | Bellmare Hiratsuka   | J1 League           | 42       | 19    | 5                  | 5                  | 1               | 0               | 48       | 24    |
| 1995                | Bellmare Hiratsuka   | J1 League           | 49       | 23    | 0                  | 0                  | -               | -               | 49       | 23    |
| 1996                | Bellmare Hiratsuka   | J1 League           | 27       | 11    | 3                  | 1                  | 10              | 1               | 40       | 13    |
| 1997                | Bellmare Hiratsuka   | J1 League           | 12       | 0     | 0                  | 0                  | 6               | 4               | 18       | 4     |
| 1997                | Kawasaki Frontale    | Football League     | 15       | 9     | 3                  | 1                  | -               | -               | 18       | 10    |
| 1998                | Nagoya Grampus Eight | J1 League           | 13       | 6     | 2                  | 1                  | 2               | 1               | 17       | 8     |
| 1999                | Nagoya Grampus Eight | J1 League           | 6        | 0     | 0                  | 0                  | 1               | 0               | 7        | 0     |
| 2000                | Omiya Ardija         | J2 League           | 31       | 5     | 3                  | 1                  | 1               | 0               | 35       | 6     |
| País                | Japón                | Japón               | 269      | 115   | 17                 | 9                  | 28              | 8               | 314      | 132   |
| Total               | Total                | Total               | 269      | 115   | 17                 | 9                  | 28              | 8               | 314      | 132   |

## Estadística de equipo nacional
| Selección de Japón | Selección de Japón | Selección de Japón |
| Año                | Part.              | Goles              |
| ------------------ | ------------------ | ------------------ |
| 1995               | 1                  | 0                  |
| Total              | 1                  | 0                  |